# Bes (satrap)
Bes je bio istaknuti perzijski plemić i satrap Baktrije, te kasnije samoproglašeni veliki kralj Ahemenidskog Carstva. Prema antičkim izvorima, Bes je ubio perzijskog vladara i rođaka Darija III. nakon što je njegovu vojsku porazio Aleksandar Makedonski.

## Život
U bitci kod Gaugamele, gdje je Aleksandar porazio Darija III., Bes je zapovijedao lijevim krilom perzijske vojske u koji su uglavnom činile trupe iz njegove satrapije Baktrije, regrutirane neposredno prije bitke kod Isa. Manevar Darija III. je propao pa su perzijske trupe poražene nakon nekoliko sati. Bes i Darije III. preživjeli su borbu i zajedno s ostatkom vojske su se povukli pred Aleksandrom i proveli zimu u Ekbatani. Sljedeće godine Darije III. se pokušao povući na istok u Baktriju, no Bes se s još nekim satrapima poput Barsenta urotio protiv velikog kralja, nakon čega su ga smjenili s perzijskog trona i neuspješno pokušali izručiti Makedoncima, koji su okrutno smaknuli izdajnike.

## Samoproglašenje kraljem
Navodno su urotnici prilikom bijega smrtno ranili Darija III. i ostavili ga da ga pronađe makedonska vojska. Babilonski zapisi poznati kao BCHP1 spominju kako se događaj odigrao u srpnju 330. pr. Kr., u okolici modernog Ahuana.
Bes se nakon toga proglasio velikim kraljem Perzijskog Carstva, te se okrunio pod imenom Artakserkso (V.). Njegovo samoproglašenje čini se logičnim budući kako je Bes kao satrap Baktrije (poznat kao mathišta) bio u rodnom srodstvu s perzijskom kraljevskom obitelji. Ipak, s obzirom na to da je većina Ahemenidskog Carstva tada bila osvojena ili rascijepana, povjesničari ga uglavnom ne smatraju službenim perzijskim vladarom.
Bes se vratio u Baktriju i pokušao organizirati otpor u istočnim satrapijama carstva, što je nagnalo Aleksandra da 329. pr. Kr. pokrene svoje trupe na istok. Zbog bojazni od nadolazeće makedonske vojske, Besovi poslušnici uhitili su ga i izručili Aleksandru Makedonskom.

## Smrt
Aleksandar je naredio da se Besu odsijeku nos i uši, što je bio perzijski običaj kažnjavanja vođa pobuna; primjerice Behistunski natpisi spominju kako je Darije Veliki na isti način kaznio pobunjenog Fraorta.
Antički izvori koji spominju Besovu smrt su kontradiktorni. Primjerice, Kvint Kurcije Ruf spominje kako je razapet na mjestu gdje je ubijen Darije III., Arijan tvrdi kako je bio mučen a potom pogubljen u Ekbatani, dok Plutarh navodi kako je pogubljen u Baktriji nakon makedonskog suđenja.

## Poveznice
- Ahemenidsko Perzijsko Carstvo
- Baktrija
- Darije III.
- Aleksandar Makedonski

| Prethodnik: | Satrap Baktrije (? - 329. pr. Kr.) | Nasljednik:                    |
| ?           | Satrap Baktrije (? - 329. pr. Kr.) | Oksijart (329. - 328. pr. Kr.) |

## Vanjske poveznice
- Babilonski zapisi BCHP 1 (Livius.org)  Arhivirana inačica izvorne stranice od 19. siječnja 2019. (Wayback Machine)
- Bes ili Artakserkso V. (Livius.org)  Arhivirana inačica izvorne stranice od 22. lipnja 2013. (Wayback Machine)
- Bes (enciklopedija Britannica)